# Janice Bulluck
Janice Bulluck (* in Memphis, Tennessee) ist eine amerikanische Soulsängerin, die von 1986 bis 1988 aktiv war.

## Biografie
Erstmals trat Bulluck in Erscheinung, als sie 1986 von William Bell, dem Gründer des Labels Wilbe Recording Corporation, als Duettpartnerin für die Single I Don’t Want to Wake Up (Feelin’ Guilty) verpflichtet wurde. Das Lied stieg im Mai des Jahres in die Billboard R&B-Charts und erreichte Platz 59. Bell unterstützte die Sängerin auch bei der Produktion ihres bei Wilbe veröffentlichtem Soloalbums Don’t Start a Fire. Er schrieb zum Beispiel den Titeltrack, sang im Background und war neben Albert Burroughs als Co-Produzent tätig.
Im Juni 1987 gelang Bulluck mit der Auskopplung Do You Really Love Me auch als Solistin der Sprung in die R&B-Hitliste. Der Titel aus der Feder Burroughs’ erreichte Platz 61. Zwar erschienen mit Don’t Start a Fire (1987) und Right Love, Wrong Man (1988) noch weitere Singles, kommerzieller Erfolg stellte sich jedoch nicht mehr ein.

## Diskografie

### Alben
- 1987: Don’t Start a Fire (Wilbe 3003)

### Singles
| Jahr | Titel Album                                      | Höchstplatzierung, Gesamtwochen, AuszeichnungChartsChartplatzierungen (Jahr, Titel, Album, Platzierungen, Wochen, Auszeichnungen, Anmerkungen) | Anmerkungen                                                                                             |
| Jahr | Titel Album                                      | R&B | Anmerkungen                                                                                             |
| ---- | ------------------------------------------------ | --- | --- |
| 1986 | I Don’t Want to Wake Up (Feelin’ Guilty) Passion | R&B59 (7 Wo.)R&B | Erstveröffentlichung: April 1986 mit William Bell Autoren: William Bell, Henderson Thigpen, James Banks |
| 1987 | Do You Really Love Me Don’t Start a Fire         | R&B61 (10 Wo.)R&B | Erstveröffentlichung: Mai 1987 Autor: Albert Burroughs                                                  |

Weitere Singles
- 1987: Don’t Start a Fire
- 1988: Right Love, Wrong Man